# Lippenbalsem

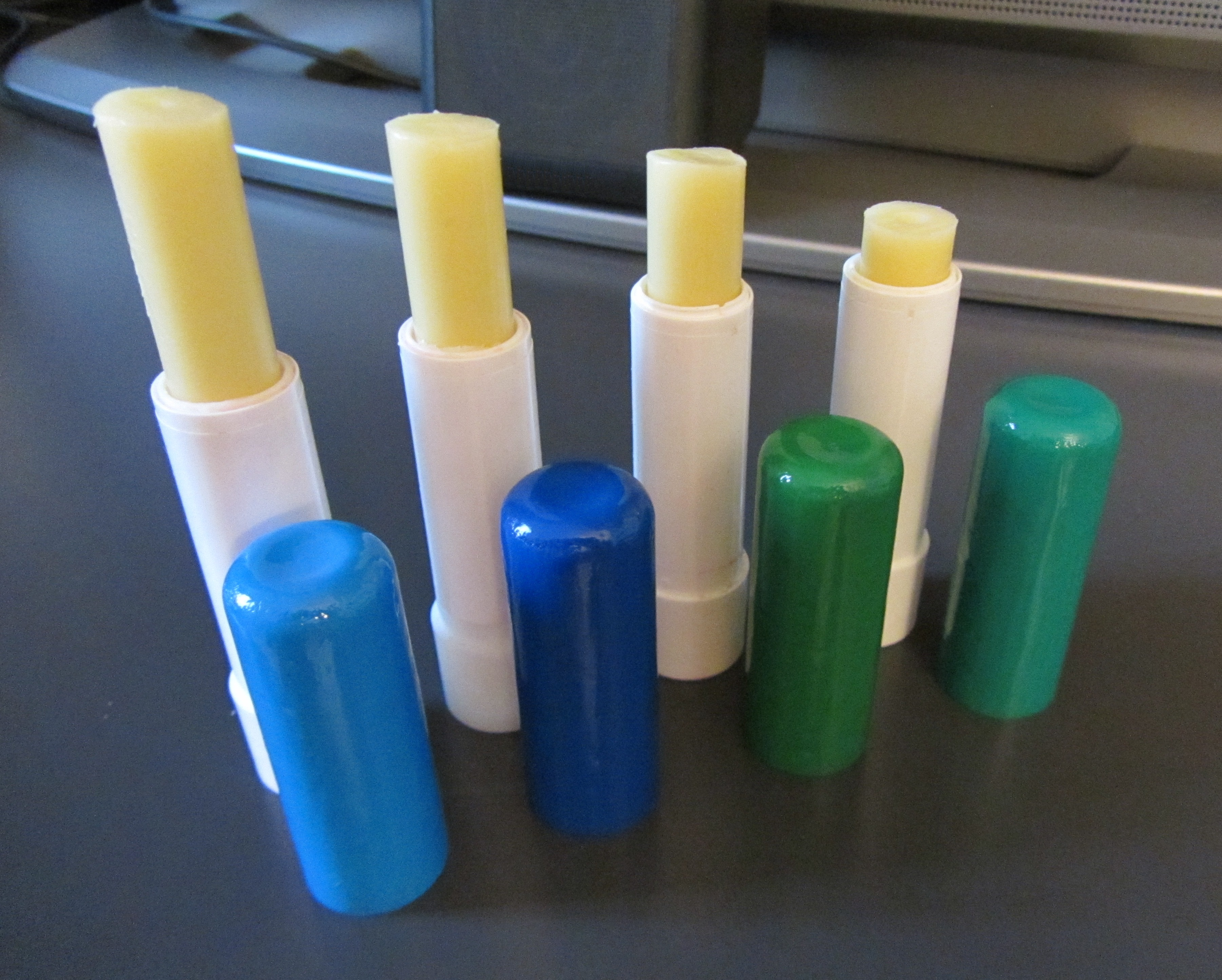
Lippenbalsem

Lippenbalsem is een harde zalf of was die meestal in de vorm van een lippenstift of in een klein doosje wordt verkocht. Lippenbalsem wordt onder andere verkocht bij drogisterijen en in supermarkten en wordt gebruikt door mensen die last van schrale of droge lippen hebben. 
Lipgloss lijkt er wat op, maar is eigenlijk vooral voor cosmetisch gebruik, al kan ook lipgloss bestanddelen bevatten die een verzachtende werking op de lippen hebben. In Nederland en Vlaanderen wordt de markt voor lippenbalsem sterk beheerst door het bedrijf Labello, waardoor de naam van dat bedrijf bijna synoniem is komen te staan aan lippenbalsem.
De balsem wordt meestal gemaakt van bijenwas, menthol, kamfer en aromatische olie, en bevat soms ook vitamines of aspirine. Vooral in de lippenbalsem die in wintersportzaken wordt verkocht, zitten ook middelen die UV-filters bevatten om schade door zonnestraling te beperken.

## Vermeende verslavende werking
Er wordt soms gezegd dat lippenbalsem een verslavende werking kan hebben en dat mensen die het middel gebruiken het steeds weer moeten gebruiken, omdat ze anders al snel weer droge en pijnlijke lippen krijgen. Soms wordt er zelfs beweerd dat de bedrijven die lippenbalsem maken er met opzet verslavende stoffen in verwerken, maar dat is nog nooit bewezen. Het bedrijf Blistex heeft onderzoeksresultaten op zijn website gezet die deze beweringen weerleggen.
Er bestaat echter wel balsem waarin hennep verwerkt is, maar deze stof heeft als smeersel geen verslavende werking en wordt overigens in veel meer producten verwerkt. Als huis-tuin-en-keukenmiddeltje worden in plaats van lippenbalsem ook wel cacaoboter en vaseline gebruikt. 